# تطوير وظيفي
يشير التطوير الوظيفي أو تخطيط التطوير الوظيفي إلى العملية التي قد يخضع لها الفرد لتطوير وضعه المهني.
إنها عملية اتخاذ القرارات للتعلم طويل المدى، لمواءمة الاحتياجات الشخصية للوفاء الجسدي أو النفسي مع فرص التقدم الوظيفي. يمكن أن يشير التطور الوظيفي أيضاً إلى الشمول الكلي لخبرات الفرد المتعلقة بالعمل، ما يؤدي إلى الدور المهني الذي قد يشغله داخل المنظمة. يمكن أن يحدث التطوير الوظيفي على أساس فردي أو على المستوى التنظيمي.